# 굿바이 뉴욕 굿모닝 내 사랑 2 - 황금을 찾아라
《굿바이 뉴욕 굿모닝 내 사랑 2 - 황금을 찾아라》(영어: City Slickers II: The Legend of Curly's Gold)는 미국에서 제작된 폴 와일런드 감독의 1994년 서부극 코미디 영화이다. 1991년 영화 《 굿바이 뉴욕 굿모닝 내 사랑》의 속편이다. 주연 빌리 크리스털이 공동 각본과 제작도 맡았다. 출시 방영명은 굿바이 뉴욕 황금을 찾아라이다. 이 영화는 적당한 상업적 성공을 거두었으나 큰 인기를 끌지는 못했으며 평론가들로부터 대체로 부정적인 반응을 얻었다.

## 출연진
- 빌리 크리스털 - 미치 로빈스 역
- 대니얼 스턴 - 필 버퀴스트 역
- 존 러비츠 - 글렌 로빈스 역
- 잭 팰런스 - 듀크 워시번 역
- 퍼트리샤 웨티그 - 바버라 로빈스 역
- 노블 윌링햄 - 클레이 스톤 역
- 프루잇 테일러 빈스 - 버드 역
- 빌 매키니 - 맷 역
- 데이비드 페이머 - 아이라 샬러위츠 역
- 조시 모스텔 - 배리 샬러위츠 역
- 린지 크리스털 - 홀리 로빈스 역
- 베스 그랜트 - 로이스 역
- 제인 메도스 - 미치의 어머니 역 (목소리)
- 제니퍼 크리스털 - 조깅하는 사람 역
- 밥 밸러밴 - 제프리 샌번 박사 역 (크레디트 미기재)
- 프랭크 웰커 - 노먼 역 (목소리)
- 앨런 처로프 - 미치의 아버지 역

## 기타 제작진
- 라인 제작: 켈리 밴혼
- 미술: 스티븐 J. 라인위버
- 의상: 주디 L. 러스킨

## 우리말 녹음
KBS 성우진 (2002년 3월 1일)
- 오세홍 - 미치 (빌리 크리스털)
- 이재용 - 필 (대니얼 스턴)
- 김병관 - 듀크 (잭 팰런스)
- 장승길 - 글렌 (존 러비츠)
- 안경진 - 바버라 (퍼트리샤 웨티그)
- 김정경 - 아빠 (앨런 처로프)
- 이광자 - 엄마 (제인 메도스)
- 최옥희 - 로이스 (베스 그랜트)
- 온영삼 - 글레이 스톤 (노블 윌링햄)
- 성창수 - 배리 (조시 모스텔)
- 서문석 - 아이라 (데이비드 페이머)
- 김경수 - 남자 (케네스 S. 앨런)
- 오길경 - 딸 (린지 크리스털)